# N132D
N132D è una nebulosa diffusa visibile nella Grande Nube di Magellano, nella costellazione del Dorado.
Si tratta di un notevole resto di supernova; si individua nei pressi del centro della galassia, 1,5 gradi ad ovest della Nebulosa Tarantola. La nebulosa emette raggi X, e la sua materia viaggia alla velocità di 2000 km/s. Dista dal Sole 163 000 anni-luce.